# Lucretia Johanna van Winter
Lucretia Johanna van Winter (Amsterdam, 15 april 1785 – aldaar, 28 februari 1845) was een Nederlands kunstverzamelaarster. Van Winter kocht onder andere Het melkmeisje van Johannes Vermeer.

## Familie
Van Winter was een lid van de vanaf 1830 adellijke familie Van Winter. Zij was een dochter van koopman-dichter Pieter van Winter (1745-1807) en diens tweede vrouw Anna Louise van der Poorten (1752-1800). Zij trouwde in 1822 met jhr. mr. Hendrik Six, heer van Hillegom (1790-1847), lid van de familie Six en lid van de gemeenteraad van Amsterdam. Uit dit huwelijk werden twee zoons en een jonggestorven dochter geboren.

## Leven
Van Winter, die Creejans genoemd werd, verloor haar moeder op 15-jarige leeftijd en haar vader zeven jaar later. Vanaf toen werden zij en haar jongere broer en zus opgevoed door hun halfzuster Hillegonda Josina (Gonne) van Orsoy (1775-1830). De schilderijenverzameling die haar vader mede tot stand had gebracht, moest volgens zijn testament bijeen blijven totdat zijn jongste kind de leeftijd van 25 jaar had bereikt. De jongste, Annewies, werd echter al op 23-jarige leeftijd meerderjarig verklaard, na haar huwelijk, en de verdeling van de nalatenschap, waaronder de schilderijencollectie, kon vanaf toen (1815) plaatsvinden.
Hoewel die collectie pas in 1818 definitief werd verdeeld, begon Van Winter al eerder zelf kunstwerken te kopen, zoals Het melkmeisje van Vermeer. Ze liet zich daarbij adviseren door Jeronimo de Vries, directeur van (wat later zou heten) het Rijksmuseum.
Toen Van Winter in 1822 trouwde met Six van Hillegom, bracht zij 171 schilderijen in, waarvan 76 door haarzelf aangeschaft. Erna kwamen alle schilderijen op de naam van haar echtgenoot te staan. Ze overleed in 1845.

## Nalatenschap

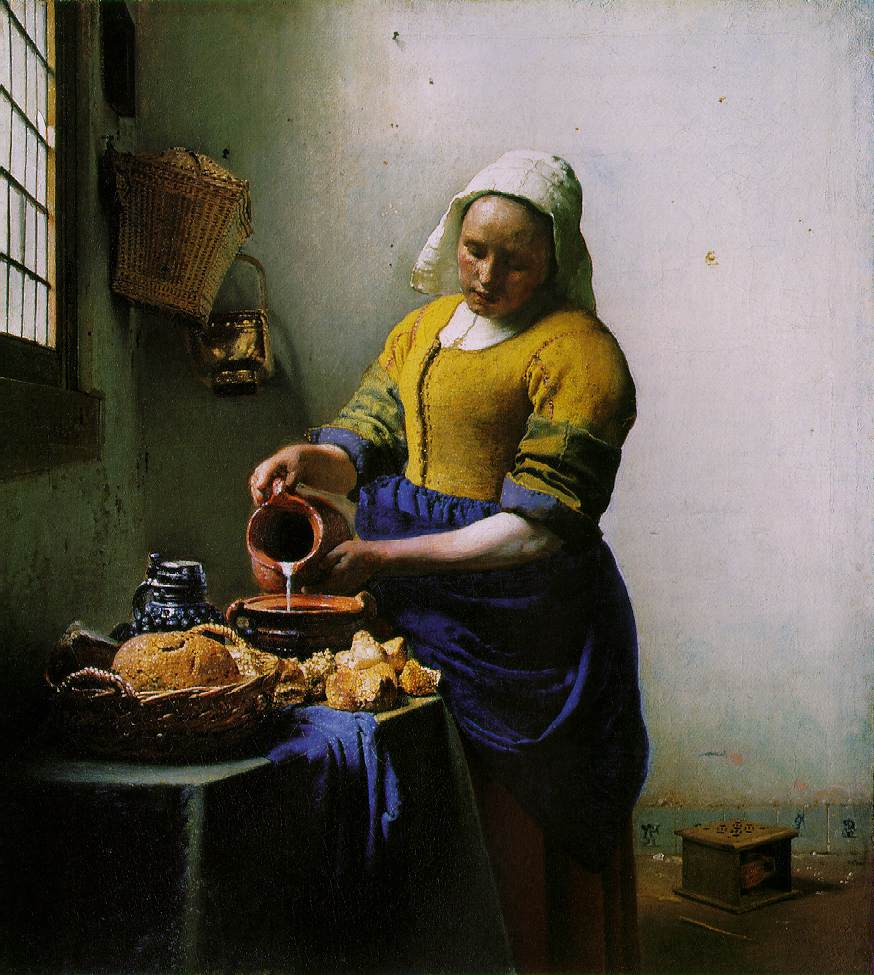
Het melkmeisje van Johannes Vermeer, in 1908 aangekocht door het Rijksmuseum Amsterdam van de erven van Lucretia Johanna van Winter

In 1847 overleed Six van Hillegom. De twee zonen van het echtpaar Six-van Winter erfden de collectie: een deel ging over naar Six van Hillegom (1824-1899), een ander deel naar Six van Vromade (1827-1905). Vanaf 1905 begonnen de erfgenamen Six van Vromade delen te koop aan te bieden. Een collectie van 39 schilderijen, waaronder Het melkmeisje ging over naar het Rijksmuseum, na heftige debatten in en buiten het parlement. Die debatten begonnen met de publicatie door Frits Lugt van zijn brochure Is de aankoop door het Rijk van een deel der Six-collectie aan te bevelen? in september 1907; Lugt meende dat slechts enkele van de 39 schilderijen het kopen waard waren en dat het bedrag van 750.000 gulden [= ongeveer 8.5 miljoen euro (2013)] voor de hele collectie ongerechtvaardigd was. Lugt stelde daarom het Rijk voor te heronderhandelen met de familie Six om de topstukken separaat te kopen, anders een bod te doen op alleen het Melkmeisje, of in het uiterste geval alles dan maar op de veiling te laten brengen en alsdan door het Rijk de beste stukken te laten verwerven. Abraham Bredius roerde zich daarop fel in dit debat, en meende dat Lugt hierin niet objectief handelde daar deze immers werkte bij de firma Muller aan wie de collectie ter veiling was aangeboden, en welke onderhandelingen waren stuk gelopen. Bredius wees er ook op dat bij publieke veiling de kans groot was dat grote delen van de collectie naar de VS zouden verdwijnen, en wees erop dat een Amerikaanse verzamelaar al belangstelling had getoond. In het parlementaire debat erover (bij de te verwachten subsidie van 550.000 gulden door het Rijk was een behandeling door de Staten-Generaal vereist) mengden zich vooral de tegenstander van aankoop Pieter Jelles Troelstra en de voorstander Victor de Stuers. Uiteindelijk stemden de beide kamers van de Staten-Generaal toch in met de subsidieverlening en werd de collectie als geheel aangekocht; in januari 1908 hing ze in het Rijksmuseum. Even later publiceerde Jan Veth een uitvoerig artikel in De Gids over de collectie waarin hij de opvattingen van Lugt en Bredius nog eens naast elkaar legde en de aankoop door het Rijk verdedigde.
Die debatten waren overigens ook ingegeven door het feit dat in 1877 de belangrijke collectie van Van Winters zus, Annewies van Loon-van Winter (1793-1877), was verkocht naar Parijs (overgegaan naar de collectie van Gustave de Rothschild), waartoe onder andere de door Rembrandt geschilderde portretten van het echtpaar Marten Soolmans en Oopjen Coppit behoorden.
In 1921 (zoals Het straatje van Vermeer) en 1928 kwamen nog delen van de verzameling Six-van Winter in de verkoop. In de nog bestaande, in 1922 opgerichte Six Stichting, van de erfgenamen, bevinden zich nu nog maar enkele schilderijen uit die verzameling.